# Stanisław Kuśmierski
Stanisław Kuśmierski (ur. 1930, zm. 24 marca 2016) – polski specjalista marketingu i socjologii masowego komunikowania, prof. dr hab.

## Życiorys
Obronił pracę doktorską, następnie uzyskał stopień doktora habilitowanego. W 1989 uzyskał tytuł profesora nauk politycznych. Pracował na Wydziale Turystyki i Rekreacji Almamer Wyższej Szkole Ekonomicznej w Warszawie, oraz w Instytucie Zarządzania na Wydziale Zarządzania i Administracji Akademii Świętokrzyskiej im. Jana Kochanowskiego.